# تطبيقات تفاعلية

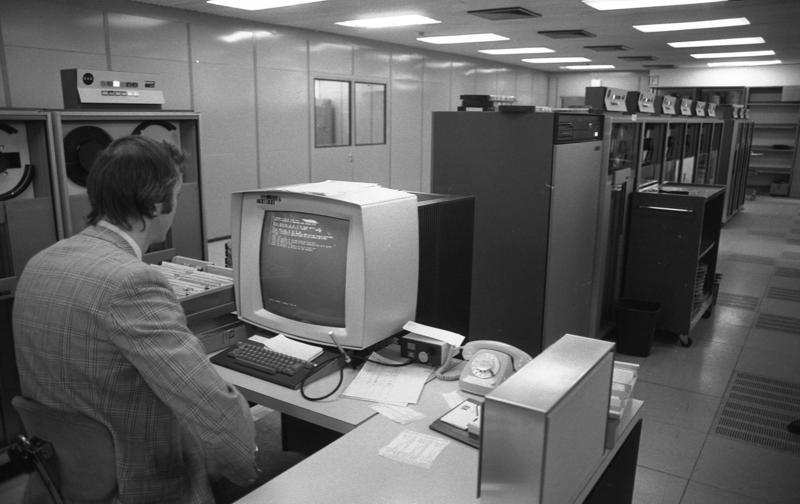

التطبيقات التفاعلية (Interactive computing) في علم الحوسبة مصطلح يطلق على العملية التي يتلقى فيها الحاسوب المعلومات من الإنسان، وقد ينتج عن هذا مخرجات صوتية أو مرئية.